# Hinamatsuri (manga)
Hinamatsuri (ヒナまつり?) è un manga scritto e disegnato da Masao Ōtake, serializzato sulla rivista Harta di Enterbrain dal 2010. Un adattamento anime è stato trasmesso dal 6 aprile al 22 giugno 2018.

## Personaggi
Yoshifumi Nitta (新田 義史?, Nitta Yoshifumi)
Doppiato da: Yoshiki Nakajima
Hina (ヒナ?)
Doppiata da: Takako Tanaka
Hitomi Mishima (三嶋 瞳?, Mishima Hitomi)
Doppiata da: Kaede Hondo
Anzu (アンズ?)
Doppiata da: Rie Murakawa
Utako Sakura (桜 詩子?, Sakura Utako)
Doppiata da: Yōko Hikasa

## Manga
Il manga, scritto e disegnato da Masao Ōtake, ha iniziato la serializzazione sulla rivista Harta (inizialmente Fellows!) di Enterbrain nel 2010. Il primo volume tankōbon è stato pubblicato il 15 luglio 2011 e al 15 marzo 2018 ne sono stati messi in vendita in tutto quattordici.
| Nº | Data di prima pubblicazione | Data di prima pubblicazione | Data di prima pubblicazione |
| Nº | Giapponese                  | Giapponese                  |                             |
| -- | --------------------------- | --------------------------- | --------------------------- |
| 1  | 15 luglio 2011              | ISBN 978-4-04-727381-8      |                             |
| 2  | 15 novembre 2011            | ISBN 978-4-04-727629-1      |                             |
| 3  | 3 marzo 2012                | ISBN 978-4-04-727878-3      |                             |
| 4  | 15 dicembre 2012            | ISBN 978-4-04-728603-0      |                             |
| 5  | 13 luglio 2013              | ISBN 978-4-04-729003-7      |                             |
| 6  | 3 marzo 2014                | ISBN 978-4-04-729497-4      |                             |
| 7  | 13 settembre 2014           | ISBN 978-4-04-729918-4      |                             |
| 8  | 3 marzo 2015                | ISBN 978-4-04-730270-9      |                             |
| 9  | 14 settembre 2015           | ISBN 978-4-04-730616-5      |                             |
| 10 | 3 marzo 2016                | ISBN 978-4-04-730931-9      |                             |
| 11 | 15 settembre 2016           | ISBN 978-4-04-734246-0      |                             |
| 12 | 3 marzo 2017                | ISBN 978-4-04-734422-8      |                             |
| 13 | 15 settembre 2017           | ISBN 978-4-04-734628-4      |                             |
| 14 | 15 marzo 2018               | ISBN 978-4-04-734835-6      |                             |

## Anime
| Nº | Titolo italiano Giapponese 「Kanji」 - Rōmaji                                                                    | In onda        | In onda |
| Nº | Titolo italiano Giapponese 「Kanji」 - Rōmaji                                                                    | Giapponese     |         |
| 1  | Appare una ragazza psicocinetica! 「超能力少女現る！」 - Chōnōryoku shōjo arawaru!                               | 6 aprile 2018  |         |
| 2  | È così che si combatte con la psicocinesi! 「超能力勝負はこうやんだよ！」 - Chōnōryoku shōbu wa kō yanda yo!     | 13 aprile 2018 |         |
| 3  | Guida di sopravvivenza per senzatetto 「ホームレス生活入門編」 - Hōmuresu seikatsu nyūmon-hen                    | 20 aprile 2018 |         |
| 4  | La Rock'n'Roll Fever della diseredata 「勘当ロックンロールフィーバー」 - Kandō Rokkun Rōru Fībā                  | 27 aprile 2018 |         |
| 5  | Tre teste sono meglio di una 「三人集まれば文殊の知恵を打ち破れ」 - Sannin atsumareba monju no chie o uchiyabure | 4 maggio 2018  |         |
| 6  | Il padre di Nitta è un dandy 「新田さんの父親はダンディ」 - Nitta-san no chichioya wa dandi                      | 11 maggio 2018 |         |
| 7  | Anzu, la ragazza immagine: l'inizio 「看板娘アンズ始めました」 - Kanban musume Anzu hajimemashita                | 18 maggio 2018 |         |
| 8  | La solita vecchia Hina 「そしてヒナはいつも通り」 - Soshite Hina wa itsumodōri                                   | 25 maggio 2018 |         |
| 9  | La vita è sopravvivenza 「人生はサバイバル」 - Jinsei wa sabaibaru                                               | 1º giugno 2018 |         |
| 10 | Come il fiume che scorre 「川の流れのように」 - Kawa no nagare no yō ni                                          | 8 giugno 2018  |         |
| 11 | Un uomo assetato di sangue, violenza e denaro 「血と暴力と金に餓えた男」 - Chi to bōryoku to kane ni ueta otoko  | 15 giugno 2018 |         |
| 12 | Yukimatsuri 「雪まつり」 - Yukimatsuri                                                                           | 22 giugno 2018 |         |